# Adelphomyia satsumicola
Adelphomyia satsumicola är en tvåvingeart som först beskrevs av Alexander 1930.  Adelphomyia satsumicola ingår i släktet Adelphomyia och familjen småharkrankar. Inga underarter finns listade i Catalogue of Life.